# Paulo Abrão

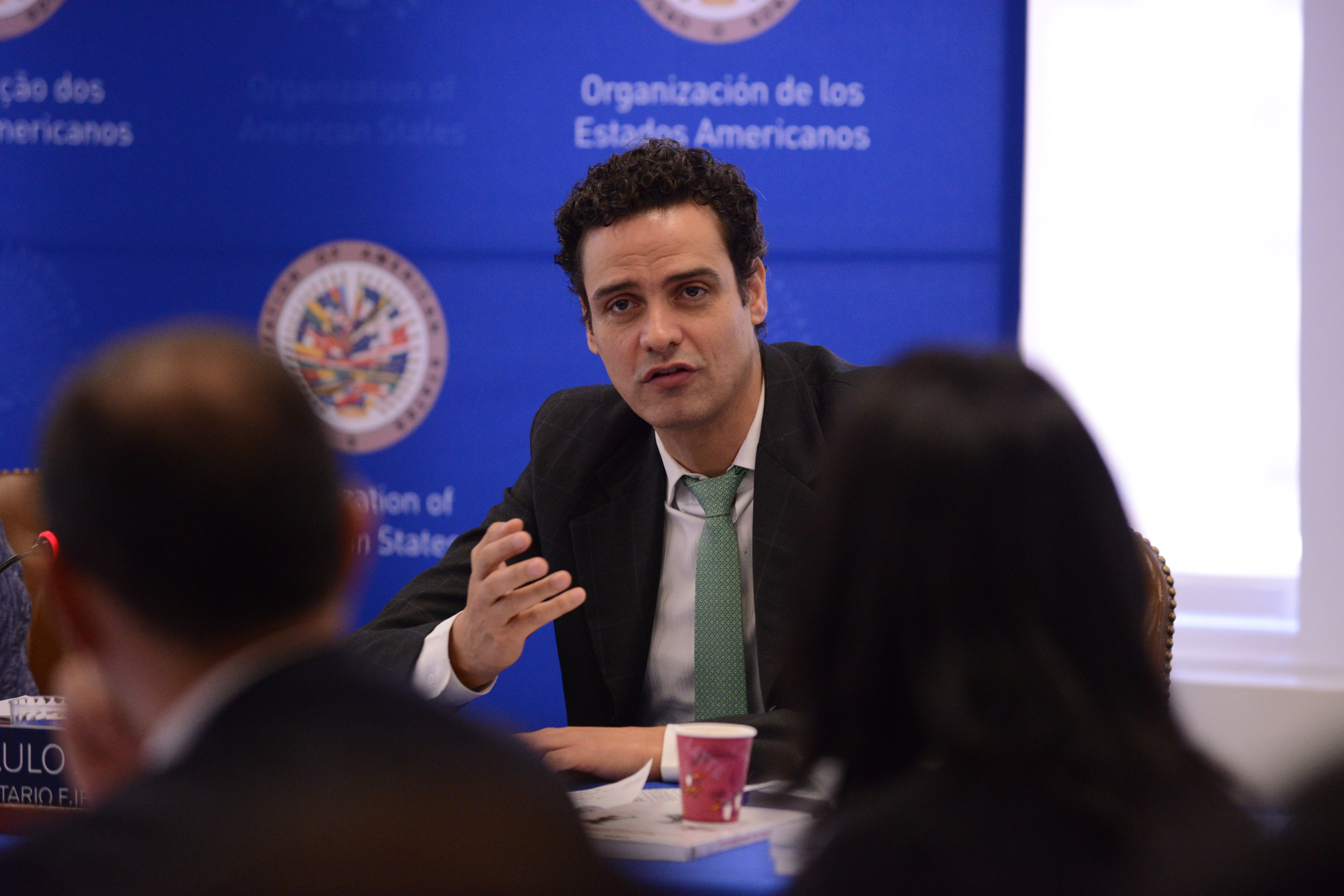
Paulo Abrão durante seu mandato como Secretário Executivo da Comissão Interamericana de Direitos Humanos.

Paulo Abrão Pires Junior, ou Paulo Abrão, é um jurista, professor universitário e ativista dos direitos humanos. Ocupou diversas posições relevantes no Brasil e internacionalmente incluindo as de presidente da Comissão de Anistia, Secretário Nacional de Justiça do Ministério da Justiça durante o governo Dilma Roussef, presidente do Comitê Nacional para os Refugiados (Conare), Secretário-Executivo do Instituto de Políticas Públicas em Direitos Humanos do Mercosul (IPPDH), baseado em Buenos Aires, e da Comissão Interamericana de Direitos Humanos, baseada em Washington. Foi vice-presidente da Associação Brasileira para o Ensino do Direito (Abedi).
Na academia, foi professor da Faculdade de Direito da Pontifícia Universidade Católica do Rio Grande do Sul (PUCRS) e do programa de pós-graduação em Direitos Humanos da Universidade Pablo de Olavide, na Espanha, e acadêmico visitante da Universidade Brown, nos Estados Unidos.
Atualmente é Secretário-Executivo do Washington Brazil Office, do qual foi fundador. Numa das primeiras missões à frente do escritório foi um dos líderes da delegação de organizações da sociedade civil que foram aos Estados Unidos pedir proteção a democracia brasileira nas eleições de 2022, e denuncio o uso de expedientes de exceção durante a pandemia de Covid-19 para fazer avançarem ataques aos defensores dos direitos humanos e pautas de extrema direita na América Latina.

## Formação
Abrão é graduado em direito pela Universidade Federal de Uberlandia, em Minas Gerais, e doutor em direito pela Pontifícia Universidade Católica do Rio de Janeiro.

## Comissão de Anistia

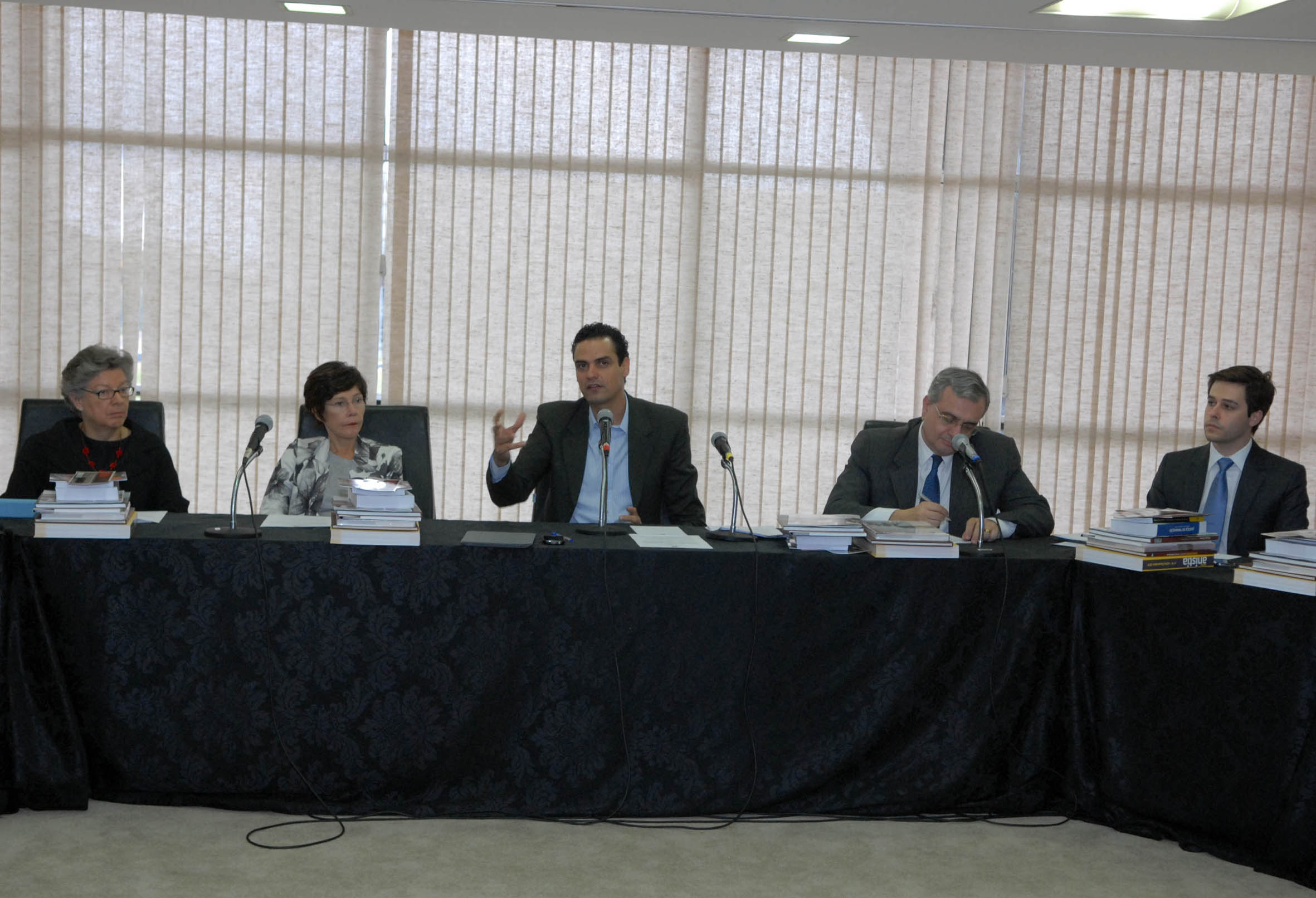
Paulo Abrão preside reunião de trabalho entre a Comissão de Anistia, a Comissão Especial sobre Mortos e Desaparecidos Políticos e a Comissão Nacional da Verdade no Ministério da Justiça, maio de 2013.

Durante a gestão de Abrão à frente da Comissão de Anistia, a época ligada ao Ministério da Justiça, o órgão ampliou sua estrutura funcional, aumentou o número de processos julgados anualmente, estabeleceu novos patamares para o valor das anistias e estabeleceu uma série de iniciativas de memória e verdade, como as Caravanas de Anistia, que em quase 100 edições chegaram a todas as regiões do Brasil e implementou as Clínicas do Testemunho, programa de reparação psicológica às vítimas da ditadura militar. Abrão chefiou o órgão entre 2007 e 2016, durante o segundo governo Lula e o primeiro governo Dilma.
Em 31 de julho de 2008 a Comissão de Anistia realizou a audiência pública "Limites e Possibilidades para a Responsabilização Jurídica dos Agentes Violadores de Direitos Humanos durante Estado de Exceção no Brasil" no Salão Negro do Ministério da Justiça, em Brasília. Foi a primeira vez que uma atividade oficial do Estado brasileiro discutiu abertamente a reinterpretação da lei de anistia de 1979 para que fossem punidas as graves violações contra os direitos humanos praticadas pela ditadura militar, gerando intenso debate nacional e internacional.

## Secretaria Nacional de Justiça
Entre 2011 e 2014, no governo de Dilma Roussef, Abrão exerceu o cargo de secretário nacional de justiça. Em sua gestão priorizou temas como o combate a corrupção e a lavagem de dinheiro, o enfrentamento ao tráfico de pessoas, e a proteção aos refugiados que chegavam ao Brasil. A migração haitiana foi um tema de especial atenção a sua gestão, com crises envolvendo a chegada em massa de migrantes do país caribenho na região norte do país e em diversas cidades de todo o território nacional.

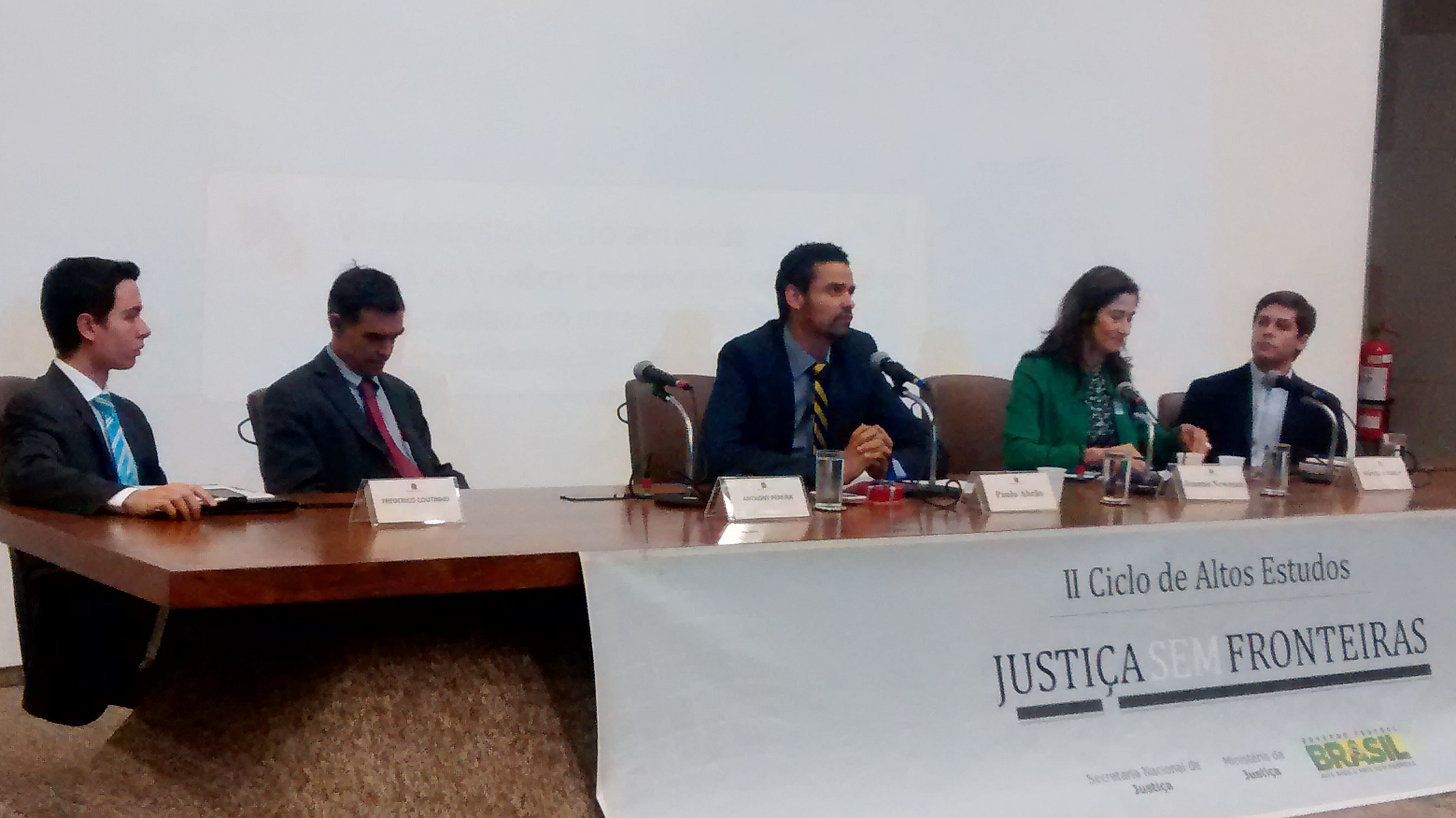
Abrão durante o II Ciclo de Altos Estudos Justiça sem Fronteiras da Secretaria Nacional de Justiça, em 2014, recebendo o brasilianista Anthony W. Pereira

Uma das marcas da gestão de Abrão à frente da Secretaria Nacional de Justiça foi a realização da 1º Conferência Nacional sobre Migração, Refúgio e Apatridia (Comigrar). A etapa nacional da Comigrar contou com a participação de 788 pessoas, sendo 232 observadores, 556 delegados de 30 nacionalidades em 21 estados brasileiros, 65 voluntários e 22 veículos de imprensa. Os delegados foram eleitos entre migrantes, refugiados, estudiosos, servidores públicos e profissionais envolvidos na temática.
Realizada em São Paulo, nos dias 30 de maio e 1º de junho de 2014, a Conferência foi considerada "um marco histórico" pelo Alto Comissariado das Nações Unidas para Refugiados. Uma segunda edição da Comigrar foi anunciada em 2023, a partir da boa prática estabelecida em 2014.

## Comissão Interamericana de Direitos Humanos

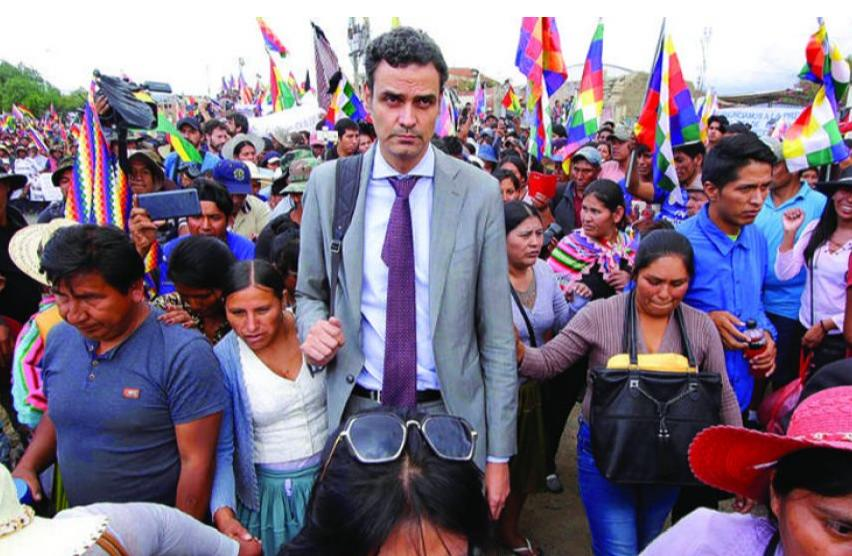
Abrão em missão da Comissão Interamericana de Direito Humanos na Bolívia, 2020.

Abrão assumiu a Comissão Interamericana de Direitos Humanos em meio a uma crise de financiamento, tendo de negociar novos fundos com os doadores. Durante sua gestão foi criada a relatoria especial sobre direitos econômicos, políticos e culturais e nomeado um especialista para a investigação dos assassinatos na Nicarágua. Foi implementado o mecanismo interamericano de monitoramento e avaliação de direitos humanos e criada uma sala de situação para a resposta à pandemia de Covid-19. Foram realizadas missões a diversos países da região como Chile e a fronteira Sul dos Estados Unidos.

### Polêmica
Em agosto de 2020 o secretário-geral da Organização dos Estados Americanos (OEA), Luis Almagro, informou que não renovaria o contrato de Abrão devido a denuncias anônimas de funcionários da Comissão. Os comissários aprovaram a permanência de Abrão de forma unânime, mas ele optou por se afastar para não prejudicar os trabalhos do órgão. O caso gerou fortes reações contra Almagro, acusado de intervir na Comissão, que é um órgão autônomo do Sistema da OEA. Em outubro de 2022 a Corte Administrativa da OEA condenou Almagro a indenizar Abrão pela forma como conduziu o processo. Comentando o veredito Abrão declarou que "para mim isso é uma vitória muito significativa, porque limpa meu nome”.

## Contribuições acadêmicas
Abrão publicou diversos livros e artigos acadêmicos sobre temas de educação e direitos humanos e sobre direito tributário (área pela qual recebeu seu doutorado), em parceria com intelectuais como Tarso Genro e Boaventura de Sousa Santos.
Em 2011 publicou no Brasil, juntamente com Leigh Payne e Marcelo Torelly, a obra coletiva “A Anistia na Era da Responsabilização: o Brasil em Perspectiva Internacional e Comparada”, prefaciada pelo então ministro da justiça José Eduardo Martins Cardozo, com contribuições dos organizadores e de acadêmicos como Kathryn Sikkink, Par Engstrom, Naomi Roht-Arriaza, Leslie Vinjamuri, Roberta Baggio, Deisy Ventura e Louise Malinder. A obra foi produto de uma conferência organizada no ano anterior na Universidade de Oxford.
O livro foi publicado em um momento de intenso debate político e jurídico sobre a revisão da lei de anistia no país, após um julgamento do Supremo Tribunal Federal na ADPF 153 validando a lei de anistia de 1979 e uma decisão da Corte Interamericana de Direitos Humanos no Caso Gomes Lund e outros ("Guerrilha do Araguaia") versus Brasil em sentido oposto, apontando a inconvencionalidade das medidas de impunidade para greves violações contra os direitos humanos, ao mesmo tempo em que o país discutia a instalação de uma Comissão Nacional da Verdade (finalmente tida em 2013). Para além dos pesquisadores acadêmicos, entre os autores do livro estavam os representantes das vítimas do caso Gomes Lund junto ao Sistema Interamericano de Direitos Humanos. 

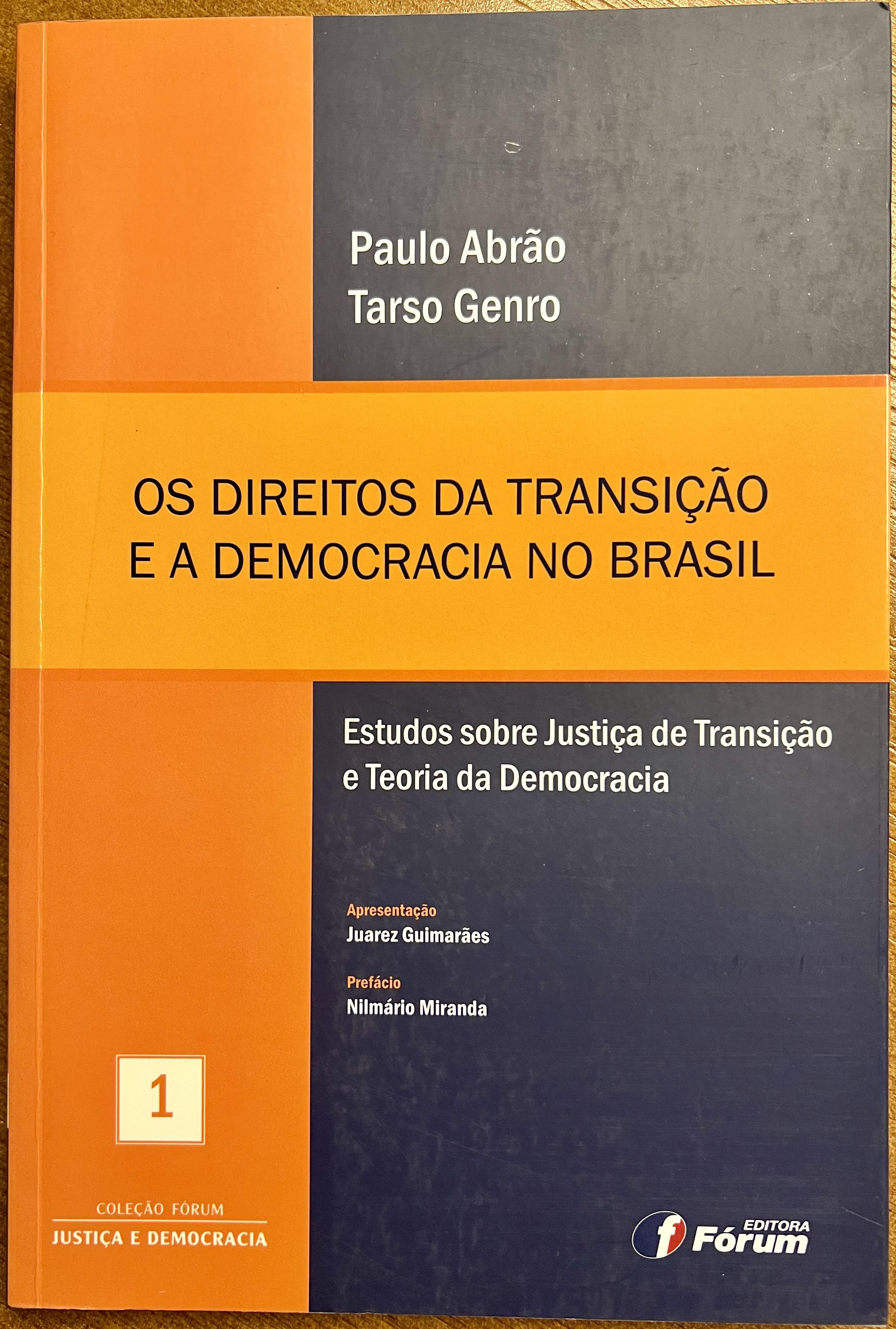
Capa de Os Direitos da Transição e a Democracia no Brasil (2012) de Paulo Abrão e Tarso Genro

A obra consolidou-se como uma das referências no tema, utilizada por acadêmicos, gestores públicos e jornalistas, estando disponível nas principais bibliotecas do país, com acesso on-line gratuito, tendo seus capítulos amplamente citados na literatura acadêmica e nos debates políticos apontado a fragilidade da transição política brasileira no campo da responsabilização criminal dos agentes violadores de direitos humanos.

Uma versão resumida voltada ao público internacional foi publicada no ano seguinte pela Cambridge University Press sob curadoria de Leigh Payne e de Francesca Lessa com o título “Amnesty in the Age of Human Rights Accountability”.